# Будинок гуртожитку (Ніжин)
Будинок гуртожитку — пам'ятка архітектури місцевого значення у Ніжині. Нині тут розміщуються аудиторії Ніжинського державного університету імені Миколи Гоголя, Ніжинський ліцей при НДУ імені М. Гоголя та Ніжинський обласний педагогічний ліцей.

## Історія
Спочатку об'єкт було внесено до «списку нововиявлених пам'яток архітектури» під назвою «Гуртожиток НДПІ № 1».
Наказом Міністерства культури і туризму від 21.12.2012 № 1566 надано статус «пам'ятник архітектури місцевого» значення з охоронним № 10004-Чр під назвою «Гуртожиток».

## Опис
Будинок збудований у 1938 році як гуртожиток Ніжинського державного педагогічного інституту імені М. В. Гоголя.
Кам'яний, 4-поверховий, прямокутний у плані будинок. Симетричність фасаду акцентована бічними ризалітами, а центральний вхід акцентований плоским портиком пар тричетвертних колон, увінчаним аттиком (де було розміщено «19», «серп і молот», «38»). Перший поверх виділено рустикою, фасад розчленовують лопатки, завершує карниз, що вінчає.